# 康丹
康丹（Daniel Kane，1948年1月25日—2021年4月16日），澳大利亚语言学家，女真语文和契丹语文专家。

## 生平
康丹1948年生于墨尔本。1975年澳大利亚国立大学博士毕业，博士研究题目是女真语。同年加入澳大利亚外交部，此后多次派驻北京。1997年起任悉尼麦考瑞大学汉学教授。
康丹的妻子叶晓青（1952年—2010年）是中国近代史学者。两人育有一子，名叫易安（Ian）。
晚年罹患巴金森氏症。2021年於墨尔本逝世。

## 著作
- Daniel Kane 1989. The Sino-Jurchen Vocabulary of the Bureau of Interpreters. (Uralic and Altaic Series, vol. 153). Indiana University, Research Institute for Inner Asian Studies. Bloomington, Indiana. ISBN 0-933070-23-3.
- Daniel Kane 2009. The Kitan Language and Script (Handbook of Oriental Studies series, Section 8: Uralic & Central Asian Studies). ISBN 978-90-04-16829-9.